# Kap Murdoch
Kap Murdoch är en udde i Grönland (Kungariket Danmark).   Den ligger i kommunen Qaasuitsup, i den nordvästra delen av Grönland, 1 400 km norr om huvudstaden Nuuk.
Terrängen inåt land är kuperad åt nordväst, men åt sydost är den platt. Havet är nära Kap Murdoch söderut.  Det finns inga samhällen i närheten. 